# Bess Houdini
Wilhelmina Beatrice „Bess“ Houdini, geborene Wilhelmina Beatrice Rahner, (* 23. Januar 1876 in Brooklyn, New York City; † 11. Februar 1943 in Needles, Kalifornien) war eine US-amerikanische Künstlerin und die Bühnenassistentin ihres Ehemannes Harry Houdini.

## Leben
Bess Houdini wurde am 23. Januar 1876 in der damals noch eigenständigen Stadt Brooklyn als Wilhelmina Beatrice Rahner, Tochter der deutschen Einwanderer Gebhard Rahner (1844–1887) und Balbina Biegel (1849–1938), geboren. Sie arbeitete als Tänzerin und Sängerin in der Bühnenshow The Floral Sisters auf Coney Island, als sie im Jahr 1894 Harry Houdini und seinen Bruder Dash – noch unter deren bürgerlichen Namen Ehrich und Theodor Weiss – kennenlernte. Harry Houdini, geboren in Budapest als Erik Weisz, änderte seinen Namen nach der Einreise der Familie in die Vereinigten Staaten in Ehrich Weiss. Sie verliebte sich in Ehrich und die beiden heirateten bereits kurze Zeit später. Da Ehrich jüdischen Glaubens und Bess katholisch war, wurden sie sowohl durch einen Rabbiner als auch einen katholischen Priester getraut.
Nach der Hochzeit verließ Bess die Show The Floral Sisters und wurde Bühnenassistentin ihres Mannes Harry Houdini. Die neue Bühnenshow nannte sich nun The Houdinis. Bess war neben der Arbeit auf der Bühne für die Kostüme der Shows zuständig. Bis zum Durchbruch Houdinis als Entfesselungskünstler tourte das Paar in kleinen Wanderzirkussen. Die Houdinis waren mit ihrer Show auch in Europa unterwegs und traten in namhaften deutschen Zirkus-Unternehmen wie Circus Busch-Roland und Circus Corty & Althoff auf. Neben dem Deutschen Reich feierten die Houdinis auch im Russischen Kaiserreich große Erfolge. Nach ihrer Rückkehr in die Vereinigten Staaten im Jahr 1905 kauften sie sich ein Haus in Manhattan.
Bess und Harry Houdini blieben kinderlos. Nach dem frühen Tod von Harry Houdini nach 32 Ehejahren im Jahr 1926 eröffnete Bess Houdini ein Teehaus. Sie versuchte sein Vermächtnis gemeinsam mit ihrem Manager Edward Saint zu bewahren. In den 1930er Jahren zog sie nach Hollywood.
Bess Houdini starb am 11. Februar 1943 in einem Zug in Needles, Kalifornien. Sie war auf dem Weg von Kalifornien zu ihrer Familie nach New York. Bess Houdini wurde entgegen ihrem Wunsch nicht an der Seite ihres Mannes auf dem jüdischen Friedhof Machpelah Cemetery im New Yorker Stadtteil Queens bestattet, sondern auf dem Gate of Heaven Cemetery in Hawthorne, New York.

## Spiritismus
Nach dem Tod von Harrys Mutter kamen die Houdinis mit dem Spiritismus in Kontakt. Sie setzten sich damit auseinander und entlarvten viele der „Medien“ und ihre Tricks. Vor seinem Tod hatte Harry Houdini mit seiner Frau einen geheimen Code vereinbart, und Bess lud nach seinem Tod zehn Jahre lang Spiritisten zu Halloween (er war an Halloween gestorben) zu einer Séance ein, damit einer dieser Spiritisten ihr den geheimen Code sagen und sich so als „echtes“ Medium zeigen würde. Bess lobte eine Summe in Höhe von 10.000 $ aus. Der Code lautete: Rosabelle – answer – tell – pray – answer – look – tell – answer – answer – tell. Es gelang schließlich dem Geisterbeschwörer Arthur Ford, jedoch stellte sich heraus, dass er mit der angeschlagenen Bess eine Affäre hatte. Jedes Jahr an Houdinis Todestag treffen sich bis heute US-Zauberer, um die Botschaft zu empfangen, die Houdini ursprünglich für seinen ehemaligen Freund Arthur Conan Doyle vorgesehen hatte. Bislang jedoch konnte noch keiner diese Botschaft empfangen.

## Film und Bühne
Bess Houdini spielte sich selbst in dem Film Religious Racketeers von Frank O’Connor aus dem Jahr 1938. Sie drückt in dem Film ihre Überzeugung aus, dass eine Kommunikation mit denen, die gestorben sind, nicht möglich ist. Im Jahr 2006 wurde der Film von Alpha Video auf DVD veröffentlicht.
Sie wurde durch Janet Leigh im Film Houdini, der König des Varieté dargestellt, von Sally Struthers im Film Die großen Houdinis und von Kristen Connolly in der Serie Houdini aus dem Jahr 2014.
Auf der Bühne wurde sie 1966 von Judith Bruce in Man of Magic, 1979 von Viviane Thomas in Houdini – A Circus Opera, 1999 von Kim Lores in The Great Houdini und 2013 von Evanna Lynch in Houdini dargestellt.